# Hieronymus Francken III.
Hieronymus Francken III. (1611, Antwerpy – 1671, tamtéž), byl vlámský barokní malíř, jeden z malířské dynastie rodiny Franckenů.

## Životopis
Byl synem Franse Franckena II. a Elisabeth Placquetové. Pokračoval v rodinné tradici náboženských obrazů a historických alegorií. Byl otcem Constantijna Franckena. Bohužel zemřel dřív, než mohl svého syna naučit malovat. 

## Rodokmen
|  |  |  |  |  |  |                                    |                                    |                                    |                                    |                                    |                                    |  |  | Nicolaes Francken (1515–1596) |                               |                               |                               |                               |                               |  |  |                                     |                                     |                                     |                                     |                                     |                                     |  |  |                                 |                                 |                                 |                                 |                                 |                                 |  |  |                                         |                                         |                                         |                                         |                                         |                                         |  |  |                                     |                                     |                                     |                                     |                                     |                                     |                                 |                                 |                                 |                                 |  |  |
|  |  |  |  |  |  |                                    |                                    |                                    |                                    |                                    |                                    |  |  |                               |                               |                               |                               |                               |                               |  |  |                                     |                                     |                                     |                                     |                                     |                                     |  |  |                                 |                                 |                                 |                                 |                                 |                                 |  |  |                                         |                                         |                                         |                                         |                                         |                                         |  |  |                                     |                                     |                                     |                                     |                                     |                                     |                                 |                                 |                                 |                                 |  |  |
|  |  |  |  |  |  |                                    |                                    |                                    |                                    |                                    |                                    |  |  |                               |                               |                               |                               |                               |                               |  |  |                                     |                                     |                                     |                                     |                                     |                                     |  |  |                                 |                                 |                                 |                                 |                                 |                                 |  |  |                                         |                                         |                                         |                                         |                                         |                                         |  |  |                                     |                                     |                                     |                                     |                                     |                                     |                                 |                                 |                                 |                                 |  |  |
|  |  |  |  |  |  |                                    |                                    |                                    |                                    |                                    |                                    |  |  |                               |                               |                               |                               |                               |                               |  |  |                                     |                                     |                                     |                                     |                                     |                                     |  |  |                                 |                                 |                                 |                                 |                                 |                                 |  |  |                                         |                                         |                                         |                                         |                                         |                                         |  |  |                                     |                                     |                                     |                                     |                                     |                                     |                                 |                                 |                                 |                                 |  |  |
|  |  |  |  |  |  | Hieronymus Francken I. (1540–1610) | Hieronymus Francken I. (1540–1610) | Hieronymus Francken I. (1540–1610) | Hieronymus Francken I. (1540–1610) | Hieronymus Francken I. (1540–1610) | Hieronymus Francken I. (1540–1610) |  |  | Frans Francken I. (1542–1616) | Frans Francken I. (1542–1616) | Frans Francken I. (1542–1616) | Frans Francken I. (1542–1616) | Frans Francken I. (1542–1616) | Frans Francken I. (1542–1616) |  |  | Ambrosius Francken I. (1544–1618)   | Ambrosius Francken I. (1544–1618)   | Ambrosius Francken I. (1544–1618)   | Ambrosius Francken I. (1544–1618)   | Ambrosius Francken I. (1544–1618)   | Ambrosius Francken I. (1544–1618)   |  |  |                                 |                                 |                                 |                                 |                                 |                                 |  |  |                                         |                                         |                                         |                                         |                                         |                                         |  |  |                                     |                                     |                                     |                                     | (Cornelius Francken)                | (Cornelius Francken)                | (Cornelius Francken)            | (Cornelius Francken)            | (Cornelius Francken)            | (Cornelius Francken)            |  |  |
|  |  |  |  |  |  | Hieronymus Francken I. (1540–1610) | Hieronymus Francken I. (1540–1610) | Hieronymus Francken I. (1540–1610) | Hieronymus Francken I. (1540–1610) | Hieronymus Francken I. (1540–1610) | Hieronymus Francken I. (1540–1610) |  |  | Frans Francken I. (1542–1616) | Frans Francken I. (1542–1616) | Frans Francken I. (1542–1616) | Frans Francken I. (1542–1616) | Frans Francken I. (1542–1616) | Frans Francken I. (1542–1616) |  |  | Ambrosius Francken I. (1544–1618)   | Ambrosius Francken I. (1544–1618)   | Ambrosius Francken I. (1544–1618)   | Ambrosius Francken I. (1544–1618)   | Ambrosius Francken I. (1544–1618)   | Ambrosius Francken I. (1544–1618)   |  |  |                                 |                                 |                                 |                                 |                                 |                                 |  |  |                                         |                                         |                                         |                                         |                                         |                                         |  |  |                                     |                                     |                                     |                                     | (Cornelius Francken)                | (Cornelius Francken)                | (Cornelius Francken)            | (Cornelius Francken)            | (Cornelius Francken)            | (Cornelius Francken)            |  |  |
|  |  |  |  |  |  |                                    |                                    |                                    |                                    |                                    |                                    |  |  |                               |                               |                               |                               |                               |                               |  |  |                                     |                                     |                                     |                                     |                                     |                                     |  |  |                                 |                                 |                                 |                                 |                                 |                                 |  |  |                                         |                                         |                                         |                                         |                                         |                                         |  |  |                                     |                                     |                                     |                                     |                                     |                                     |                                 |                                 |                                 |                                 |  |  |
|  |  |  |  |  |  |                                    |                                    |                                    |                                    |                                    |                                    |  |  |                               |                               |                               |                               |                               |                               |  |  |                                     |                                     |                                     |                                     |                                     |                                     |  |  |                                 |                                 |                                 |                                 |                                 |                                 |  |  |                                         |                                         |                                         |                                         |                                         |                                         |  |  |                                     |                                     |                                     |                                     |                                     |                                     |                                 |                                 |                                 |                                 |  |  |
|  |  |  |  |  |  | Isabella Francken (1628–1664)      | Isabella Francken (1628–1664)      | Isabella Francken (1628–1664)      | Isabella Francken (1628–1664)      | Isabella Francken (1628–1664)      | Isabella Francken (1628–1664)      |  |  | Thomas Francken (1574–1625)   | Thomas Francken (1574–1625)   | Thomas Francken (1574–1625)   | Thomas Francken (1574–1625)   | Thomas Francken (1574–1625)   | Thomas Francken (1574–1625)   |  |  | Hieronymus Francken II. (1578–1623) | Hieronymus Francken II. (1578–1623) | Hieronymus Francken II. (1578–1623) | Hieronymus Francken II. (1578–1623) | Hieronymus Francken II. (1578–1623) | Hieronymus Francken II. (1578–1623) |  |  | Frans Francken II. (1581–1642)  | Frans Francken II. (1581–1642)  | Frans Francken II. (1581–1642)  | Frans Francken II. (1581–1642)  | Frans Francken II. (1581–1642)  | Frans Francken II. (1581–1642)  |  |  | Ambrosius Francken II. (1590–1632)      | Ambrosius Francken II. (1590–1632)      | Ambrosius Francken II. (1590–1632)      | Ambrosius Francken II. (1590–1632)      | Ambrosius Francken II. (1590–1632)      | Ambrosius Francken II. (1590–1632)      |  |  |                                     |                                     |                                     |                                     | Hans Francken (1581–after 1610)     | Hans Francken (1581–after 1610)     | Hans Francken (1581–after 1610) | Hans Francken (1581–after 1610) | Hans Francken (1581–after 1610) | Hans Francken (1581–after 1610) |  |  |
|  |  |  |  |  |  | Isabella Francken (1628–1664)      | Isabella Francken (1628–1664)      | Isabella Francken (1628–1664)      | Isabella Francken (1628–1664)      | Isabella Francken (1628–1664)      | Isabella Francken (1628–1664)      |  |  | Thomas Francken (1574–1625)   | Thomas Francken (1574–1625)   | Thomas Francken (1574–1625)   | Thomas Francken (1574–1625)   | Thomas Francken (1574–1625)   | Thomas Francken (1574–1625)   |  |  | Hieronymus Francken II. (1578–1623) | Hieronymus Francken II. (1578–1623) | Hieronymus Francken II. (1578–1623) | Hieronymus Francken II. (1578–1623) | Hieronymus Francken II. (1578–1623) | Hieronymus Francken II. (1578–1623) |  |  | Frans Francken II. (1581–1642)  | Frans Francken II. (1581–1642)  | Frans Francken II. (1581–1642)  | Frans Francken II. (1581–1642)  | Frans Francken II. (1581–1642)  | Frans Francken II. (1581–1642)  |  |  | Ambrosius Francken II. (1590–1632)      | Ambrosius Francken II. (1590–1632)      | Ambrosius Francken II. (1590–1632)      | Ambrosius Francken II. (1590–1632)      | Ambrosius Francken II. (1590–1632)      | Ambrosius Francken II. (1590–1632)      |  |  |                                     |                                     |                                     |                                     | Hans Francken (1581–after 1610)     | Hans Francken (1581–after 1610)     | Hans Francken (1581–after 1610) | Hans Francken (1581–after 1610) | Hans Francken (1581–after 1610) | Hans Francken (1581–after 1610) |  |  |
|  |  |  |  |  |  |                                    |                                    |                                    |                                    |                                    |                                    |  |  |                               |                               |                               |                               |                               |                               |  |  |                                     |                                     |                                     |                                     |                                     |                                     |  |  |                                 |                                 |                                 |                                 |                                 |                                 |  |  |                                         |                                         |                                         |                                         |                                         |                                         |  |  |                                     |                                     |                                     |                                     |                                     |                                     |                                 |                                 |                                 |                                 |  |  |
|  |  |  |  |  |  |                                    |                                    |                                    |                                    |                                    |                                    |  |  |                               |                               |                               |                               |                               |                               |  |  |                                     |                                     |                                     |                                     |                                     |                                     |  |  |                                 |                                 |                                 |                                 |                                 |                                 |  |  |                                         |                                         |                                         |                                         |                                         |                                         |  |  |                                     |                                     |                                     |                                     |                                     |                                     |                                 |                                 |                                 |                                 |  |  |
|  |  |  |  |  |  |                                    |                                    |                                    |                                    |                                    |                                    |  |  |                               |                               |                               |                               |                               |                               |  |  |                                     |                                     |                                     |                                     |                                     |                                     |  |  | Frans Francken III. (1607–1667) | Frans Francken III. (1607–1667) | Frans Francken III. (1607–1667) | Frans Francken III. (1607–1667) | Frans Francken III. (1607–1667) | Frans Francken III. (1607–1667) |  |  | Hieronymus Francken III. (1611–po 1661) | Hieronymus Francken III. (1611–po 1661) | Hieronymus Francken III. (1611–po 1661) | Hieronymus Francken III. (1611–po 1661) | Hieronymus Francken III. (1611–po 1661) | Hieronymus Francken III. (1611–po 1661) |  |  | Ambrosius Francken III. (1614–1662) | Ambrosius Francken III. (1614–1662) | Ambrosius Francken III. (1614–1662) | Ambrosius Francken III. (1614–1662) | Ambrosius Francken III. (1614–1662) | Ambrosius Francken III. (1614–1662) |                                 |                                 |                                 |                                 |  |  |
|  |  |  |  |  |  |                                    |                                    |                                    |                                    |                                    |                                    |  |  |                               |                               |                               |                               |                               |                               |  |  |                                     |                                     |                                     |                                     |                                     |                                     |  |  | Frans Francken III. (1607–1667) | Frans Francken III. (1607–1667) | Frans Francken III. (1607–1667) | Frans Francken III. (1607–1667) | Frans Francken III. (1607–1667) | Frans Francken III. (1607–1667) |  |  | Hieronymus Francken III. (1611–po 1661) | Hieronymus Francken III. (1611–po 1661) | Hieronymus Francken III. (1611–po 1661) | Hieronymus Francken III. (1611–po 1661) | Hieronymus Francken III. (1611–po 1661) | Hieronymus Francken III. (1611–po 1661) |  |  | Ambrosius Francken III. (1614–1662) | Ambrosius Francken III. (1614–1662) | Ambrosius Francken III. (1614–1662) | Ambrosius Francken III. (1614–1662) | Ambrosius Francken III. (1614–1662) | Ambrosius Francken III. (1614–1662) |                                 |                                 |                                 |                                 |  |  |
|  |  |  |  |  |  |                                    |                                    |                                    |                                    |                                    |                                    |  |  |                               |                               |                               |                               |                               |                               |  |  |                                     |                                     |                                     |                                     |                                     |                                     |  |  |                                 |                                 |                                 |                                 |                                 |                                 |  |  |                                         |                                         |                                         |                                         |                                         |                                         |  |  |                                     |                                     |                                     |                                     |                                     |                                     |                                 |                                 |                                 |                                 |  |  |
|  |  |  |  |  |  |                                    |                                    |                                    |                                    |                                    |                                    |  |  |                               |                               |                               |                               |                               |                               |  |  |                                     |                                     |                                     |                                     |                                     |                                     |  |  |                                 |                                 |                                 |                                 |                                 |                                 |  |  |                                         |                                         |                                         |                                         |                                         |                                         |  |  |                                     |                                     |                                     |                                     |                                     |                                     |                                 |                                 |                                 |                                 |  |  |
|  |  |  |  |  |  |                                    |                                    |                                    |                                    |                                    |                                    |  |  |                               |                               |                               |                               |                               |                               |  |  |                                     |                                     |                                     |                                     |                                     |                                     |  |  |                                 |                                 |                                 |                                 |                                 |                                 |  |  | Constantijn Francken (1661–1717)        |                                         |                                         |                                         |                                         |                                         |  |  |                                     |                                     |                                     |                                     |                                     |                                     |                                 |                                 |                                 |                                 |  |  |
|  |  |  |  |  |  |                                    |                                    |                                    |                                    |                                    |                                    |  |  |                               |                               |                               |                               |                               |                               |  |  |                                     |                                     |                                     |                                     |                                     |                                     |  |  |                                 |                                 |                                 |                                 |                                 |                                 |  |  |                                         |                                         |                                         |                                         |                                         |                                         |  |  |                                     |                                     |                                     |                                     |                                     |                                     |                                 |                                 |                                 |                                 |  |  |